# Овченков, Вячеслав Иванович
Вячеслав Иванович Овченков (род. 21 августа 1941, Иваново) — российский политический деятель, депутат Государственной думы второго созыва

## Биография
Окончил Иркутский политехнический институт; 1969—1974 — начальник смены, заместитель начальника цеха, заместитель главного инженера Яйвинской ГРЭС; 1974—1982 — главный инженер, директор Псковской ГРЭС; в дальнейшем работал генеральным директором АО «Вологдаэнерго».

### Депутат госдумы
Депутат Государственной Думы Федерального Собрания РФ второго созыва (1995—1999), член фракции «Наш дом — Россия», председатель подкомитета по энергетике Комитета по промышленности, строительству, транспорту и энергетике.